# Listerella paradoxa
Listerella paradoxa ist eine Schleimpilz aus der Gruppe der Myxogastria und der einzige Vertreter ihrer Gattung sowie der Familie Listerelliidae. Die Art ist bisher fast nur auf Flechten der Gattung Cladonia gefunden worden, meist in gemäßigten Zonen vor allem Europas.

## Merkmale
Die nur 0,1 bis 0,3 Millimeter großen Sporangien sind mit bloßem Auge kaum noch sichtbare, schwarzbraune Punkte, die Dehiszenzlinien sind etwas heller und deutlich zu erkennen. Sie sind ungestielt, mehr oder weniger halbkugelig und am Ansatz abgeflacht. Das einlagige und zur Zeit der Sporenreife in vier bis sechs Lappen zerreißende Peridium ist purpurbraun und weist ausschließlich des Bereichs an den Dehiszenzlinien dunkle Kalkknötchen auf.
Ein Capillitium ist nur schwach ausgeprägt und besteht aus blass purpurbraunen, schlanken, geschlängelten Fäden, die an der Peridie verwachsen sind. Bei schwacher Vergrößerung erscheinen die 1 bis 1,5 Mikrometer dicken Fäden wie Perlenschnüre, bei starker Vergrößerung lassen sich ab der Mitte des Fadens kelch- oder birnenförmige Glieder erkennen, deren Verdickungen am abgerundeten Ende etwas dunkler sind, die Stiele jedoch farblos. Nahe dem Ansatz entwickelt sich die Gliederung erst allmählich. Der Faden ist hier entweder zunächst doppelt so dick wie die normalen dunkel gefärbten, dann treten an ihm Einschnürungen auf, die ihn in helle Stiele und Knoten gliedern, ganz allmählich schmaler werden und die Kelchgestalt annehmen. Alternativ ist der Faden vom Anfang an heller gefärbt und die Knoten entwickeln sich rasch aus kragenartigen Einschnürungen.
Die Sporen sind als Sporenmasse schwarzbraun, im Durchlicht bräunlichgelb. Sie sind einseitig dünnwandig, verschwommen fein stachelig und weisen einen Durchmesser von 7–8 Mikrometer auf.

## Verbreitung
Listerella paradoxa ist ausschließlich auf den Thalli von Cladonia-Arten (Rentierflechte Cladonia rangiferina, Cladonia impexa, Cladonia arbuscula, Cladonia gracilis, Cladonia tenuis) in gemäßigten Zonen vor allem Europas (Deutschland, Schweden, Dänemark, Großbritannien), aber auch vereinzelt z. B. in Russland und Kanada gefunden worden. Eine Aufsammlung aus Kalifornien gilt als unsicher.

## Systematik und Forschungsgeschichte
Art und Gattung wurden 1906 von Eduard Adolf Wilhelm Jahn anhand eines Fundes aus Geesthacht erstbeschrieben, ihre genaue taxonomische Position war von Anfang an unklar und gilt bis heute als unsicher. Aufgrund der Fäden im Capillitium sah bereits Jahn sie als eigene Familie an. In der ersten Hälfte des 20. Jahrhunderts wurde sie allerdings häufig bei den Dianemaceae geführt, später aufgrund ihrer Verwandtschaft mit den Liceaceae oftmals zu diesen gestellt.

## Nachweise
Fußnoten direkt hinter einer Aussage belegen die einzelne Aussage, Fußnoten direkt hinter einem Satzzeichen den gesamten vorangehenden Satz. Fußnoten hinter einer Leerstelle beziehen sich auf den kompletten vorangegangenen Absatz.
1. 1 2 3  Thomas H. Macbride, G. W. Martin: The Myxomycetes; a descriptive list of the known species with special reference to those occurring in North America, S. 248, New York, 1934
2. 1 2 3  Hans Schinz: Myxogasteres (Myxomycetes, Mycetozoa) In: Dr. L. Rabenhorst's Kryptogamen-Flora von Deutschland, Oesterreich und der Schweiz, Bd. 1 (Die Pilze Deutschlands, Oesterreichs u. d. Schweiz mit Berücksichtigung der übrigen Lander Europas), Teil 10, S. 408–410, 1920
3. 1 2  B. Ing: Notes on Myxomycetes II. In: Transactions of the British Mycological Society 50(4), S. 559, 1967
4. ↑  botanischestaatssammlung.de: The Myxomycetes Collections at the Botanische Staatssammlung München, Zugriff am 8. August 2010
5. ↑  botanischestaatssammlung.de: The Myxomycetes Collections at the Botanische Staatssammlung München, Zugriff am 8. August 2010
6. 1 2  Donald T. Kowalski: Observations on the Dianemaceae In: Mycologia, Bd. 59:6, S. 1075–1084, 1967
7. ↑  Michael J. Dykstra, Harold W. Keller: Mycetozoa In: John J. Lee, G. F. Leedale, P. Bradbury (Hrsg.): An Illustrated Guide to the Protozoa. Band 2. Allen, Lawrence 2000, ISBN 1-891276-23-9, S. 962 (englisch).